# کاتسو بای
کاتسو بای (انگلیسی: Katsuo Bai؛ زادهٔ ۲۹ نوامبر ۱۹۴۰) بازیکن بسکتبال اهل ژاپن بود.